# Don Cazayoux
Donald J. Cazayoux Jr. dit Don Cazayoux, né le 17 janvier 1964 à New Roads en Louisiane, est un homme politique américain membre du Parti démocrate.

## Biographie
Après avoir obtenu un baccalauréat universitaire en sciences à l'université d'État de Louisiane en 1985, Don Cazayoux est diplômé d'un doctorat en droit de Georgetown (1991) et d'un master de l'université d'État de Louisiane (1993). Il devient avocat et sert comme substitut de procureur de district.
De 1999 à 2008, Don Cazayoux est élu à la Chambre des représentants de Louisiane, où il représente le 18e district.
En 2008, il se présente à la Chambre des représentants des États-Unis dans le 6e district de Louisiane. Il remporte les primaires démocrates pour les élections de novembre face à son collègue Michael Jackson. Cependant, dès le mois de mai, il est candidat à une élection partielle déclenchée par la démission du républicain Richard Baker (en). Avec 49 % des suffrages contre 46 % pour le républicain Woody Jenkins, Don Cazayoux remporte une circonscription détenue depuis 1974 par le Parti républicain. Quelques mois plus tard, lors de l'élection générale, il est cependant battu par le républicain Bill Cassidy, qui le devance de 8 points. Il est notamment handicapé par la candidature indépendante de Michael Jackson, qui réunit 12 % des voix.
Le 6 juin 2010, il prête serment comme Procureur des États-Unis pour le district central de Louisiane (Middle District of Louisiana). Il démissionne de son poste le 1er juillet 2013 pour rejoindre un cabinet d'avocats à Baton Rouge.

## Positions politiques
Don Cazayoux est un démocrate conservateur, opposé à l'avortement et au contrôle des armes à feu. Il est membre de la Blue Dog Coalition.

### Articles annexes
- Liste des représentants de Louisiane